# 栃木県道165号市塙北長島線

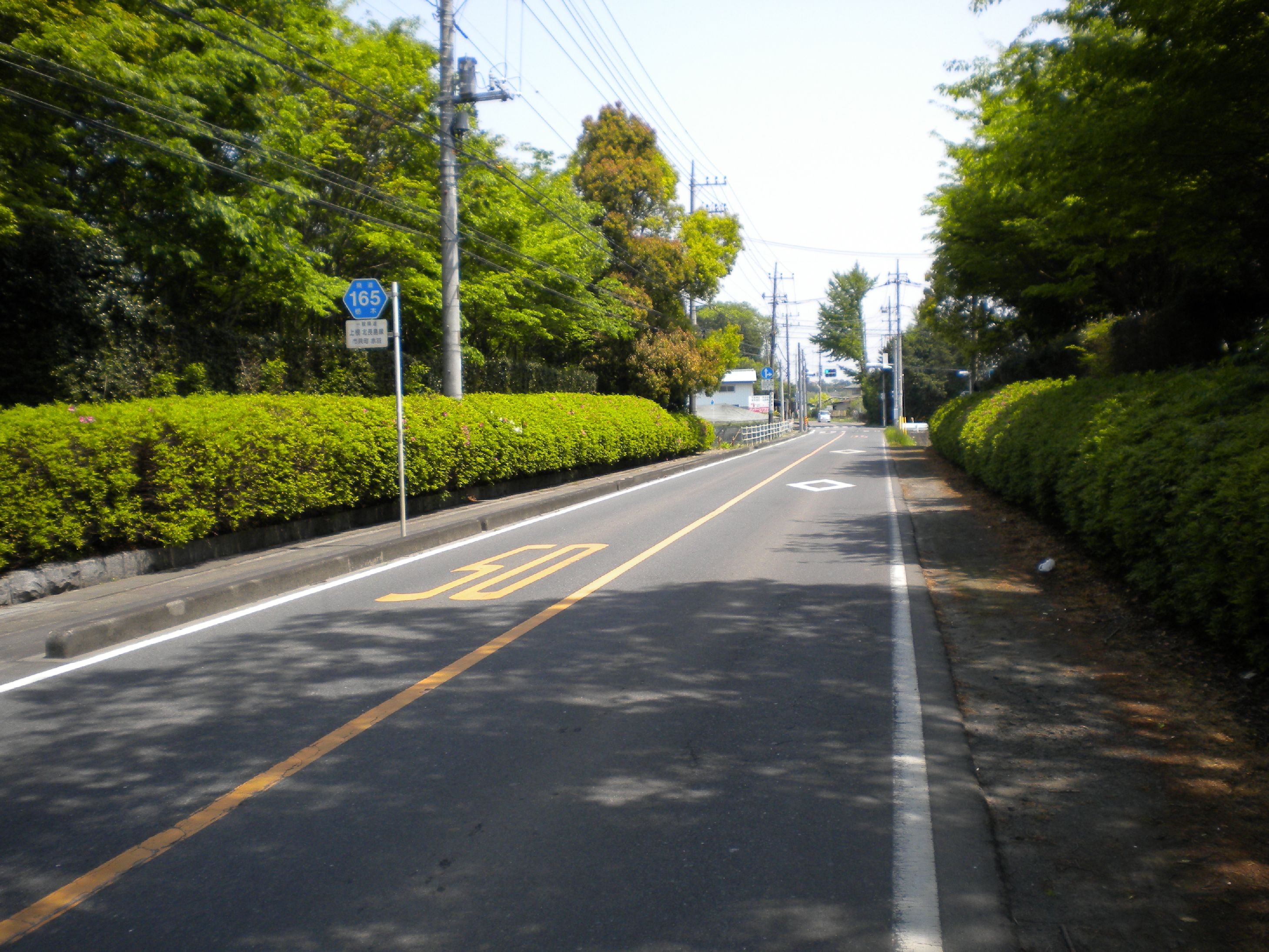
市貝町赤羽付近

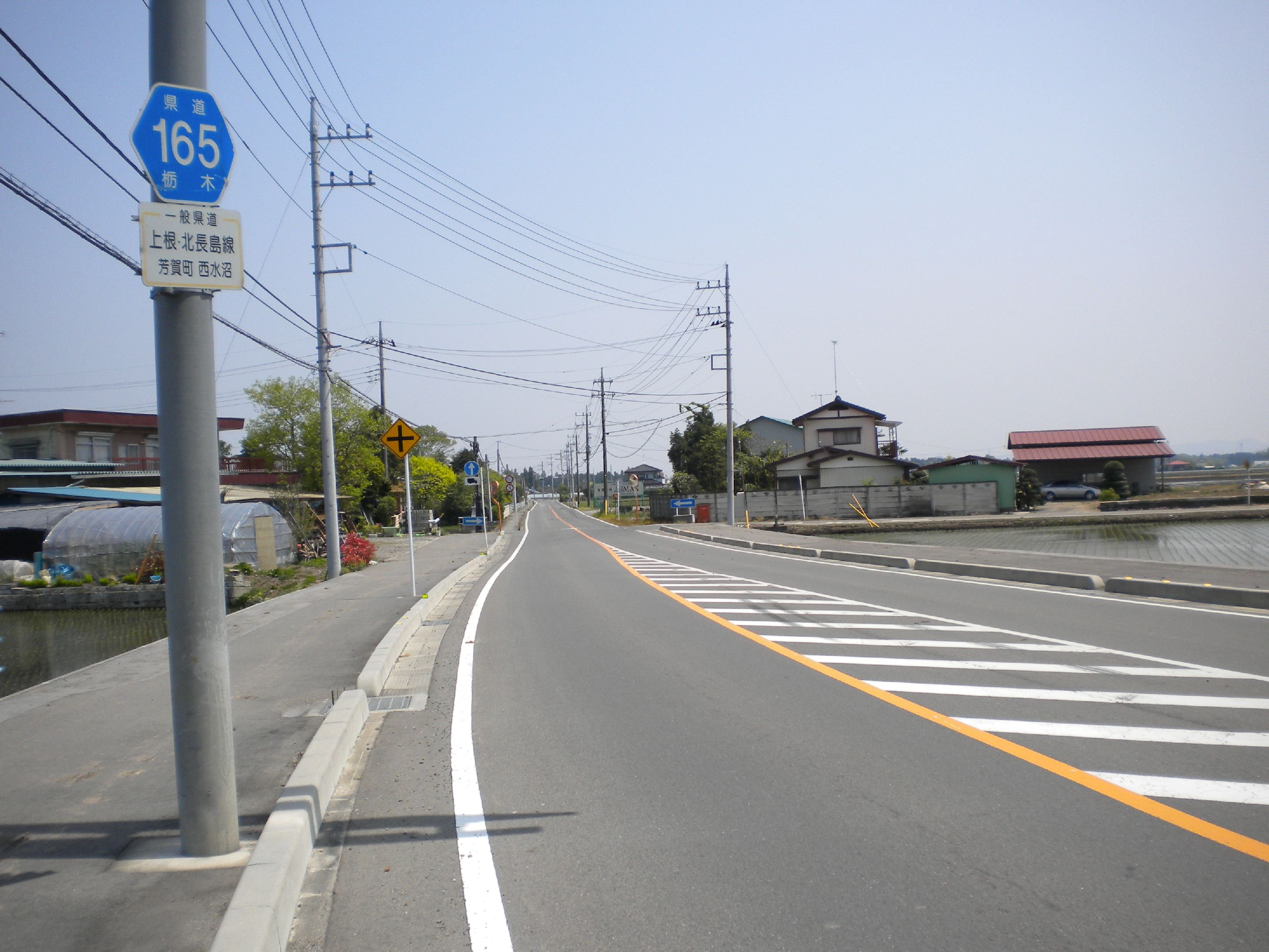
芳賀町西水沼付近

栃木県道165号市塙北長島線（とちぎけんどう165ごう いちはなきたながしません）は、栃木県芳賀郡市貝町から芳賀郡芳賀町に至る一般県道である。

## 概要
市貝町中央部の市塙から赤羽工業団地北部を経由し芳賀町中央部・北長島へ向かう路線である。終点の北長島交差点から石末真岡線を南へ数百メートルほど進むと程なく国道123号に至る。益子町手前で南東に向きを変える国道123号に代わり、宇都宮市の国道123号沿いから市貝町・茂木町方面へ連絡する役割を持つ。
路線バスでは、1日1往復の東野交通延生・益子線、JRバス関東水都西線の水橋・祖母井線が本路線の市貝町上赤羽交差点以西を経由する。以前は本路線全線を運行する路線としてJRバス関東の水橋・上ノ原経由茂木線が運行されていたが、路線廃止により現在は運行されていない。
2014年10月17日、栃木県道69号宇都宮茂木線芳賀市貝バイパス整備により宇都宮茂木線旧道が県道指定を外れたことに伴い県道路線の再編が行われ、起点がそれまでの市貝町大字上根の上根交差点から同町大字市塙の荒宿交差点へ、路線名も上根北長島線から市塙北長島線へ、それぞれ変更され、宇都宮茂木線旧道の上根交差点 - 荒宿交差点間が当路線に編入された。

## 路線データ
- 総延長：4.721km[2]
- 実延長：4.693km[2]
- 起点：栃木県芳賀郡市貝町大字市塙（荒宿交差点＝栃木県道163号黒田市塙真岡線交点）
- 終点：栃木県芳賀郡芳賀町大字北長島（北長島交差点＝栃木県道156号石末真岡線交点）
- 認定：1961年（昭和36年）4月1日

## 歴史
- 1961年（昭和36年）4月1日 - 一般県道上根北長島線として認定。
- 2014年（平成26年）10月17日 - 路線変更により起点が市貝町大字上根から同町大字市塙へ、路線名が上根北長島線から市塙北長島線へ、それぞれ変更される[3]。

## 通過自治体
- 栃木県
  - 芳賀郡市貝町 - 芳賀郡芳賀町 - 芳賀郡市貝町 - 芳賀郡芳賀町

## 交差する道路
- 栃木県道255号塙上根線（芳賀町大字祖母井・上の原交差点）
- 栃木県道61号真岡那須烏山線（市貝町大字赤羽・上赤羽交差点）